# 안성 강원도 관찰사 고신 왕지
안성 강원도 관찰사 고신 왕지(安省 江原道 觀察使 告身 王旨)은 대한민국 전북특별자치도 장수군 산서면 오성리 어필각에 있는, 태종 14년(1414)에 당시 청백리로 소문난 천곡 안성(安省,?∼1421)에게 내린 왕지이다. 1993년 8월 31일 전라북도의 유형문화재 제143호로 지정되었다.

## 개요
왕지란 임금의 명령이나 전달할 사항을 적어 해당자에게 전하는 문서로, 이 왕지는 태종 14년(1414)에 당시 청백리로 소문난 천곡 안성(安省,?∼1421)에게 내린 것이다. 크기는 가로 41.5cm, 세로 43cm이다.
안성은 고려 말 조선 초의 문신으로, 우왕 6년(1380)에 문과에 급제하여 보문각직학사, 상주판관이 되어 이름을 날렸다. 태조 2년(1393) 청백리로 뽑혔으며, 지보주사, 참지의정부사, 강원도관찰사 등의 벼슬을 지냈다. 그가 죽은 후 장수의 창계서원에 모셔졌으며, 시호는 ‘사간(思簡)’이다.
이 왕지는 영조 27년(1752)에 세운 어필각에 보존되고 있다.

## 같이 보기
- 장수 오성리 어필각 : 전라북도 산서면 오성리 544 소재 (장수군 향토유적 유형문화유산 제4호)

## 참고 자료
- 안성 강원도 관찰사 고신 왕지 - 국가유산청 국가유산포털